# Eusebio Ayala
Eusebio Ayala (Barrero Grande, 14 agosto 1875 – Buenos Aires, 4 giugno 1942) è stato un insegnante, politico liberale paraguaiano.
Fu presidente del Paraguay dal 7 novembre 1921 al 1º aprile 1923 e dal 15 agosto 1932 al 18 febbraio 1936.
Laureatosi in Giurisprudenza e Scienze Sociali (1904), Ayala si dedicò all'insegnamento. Entrò in politica firmando il manifesto del 4 luglio 1908, e tra il 1908 e il 1925 fu ministro degli Esteri, della Giustizia, Culto e Pubblica Istruzione e delle Finanze, presidente della Camera dei Deputati (1912). Rappresentò il Paraguay in diverse conferenze internazionali e diresse la Revista del Instituto Paraguayo e la Revista de Derecho y Ciencias Sociales.
Designato presidente provvisorio dal Congresso il 7 novembre 1921, si dimise il 12 aprile 1923. Recatosi a Parigi per motivi di salute (1931), rientrò nel 1932 quando la convenzione del partito liberale lo elesse candidato alle presidenziali.
Eletto presidente della Repubblica, fu deposto da un golpe militare riformista il 17 febbraio 1936, arrestato e esiliato.